# Noscapina
La noscapina è un alcaloide contenuto nel lattice del Papaver somniferum, è usata in medicina come antitussivo. In Italia fino al 2003 era in commercio un preparato a base di noscapina e guaiacolo (Tuscalman), che conteneva noscapina.
Per la prima volta negli anni '90 è stata dimostrata una promettente attività antitumorale della noscapina.

## Storia
La Noscapina fu isolata e caratterizzata nel 1817 dal chimico francese Pierre Robiquet che la chiamò Narcotine .

## Farmacocinetica
La noscapina dopo somministrazione intravenosa presenta emivita di 2,6 ore, la clearance plasmatica è di 22 ml/min/kg. Ha volume di distribuzione apparente di 4,7 l/kg.
Dopo assunzione orale ha mostrato biodisponibilità del 30% circa.
Viene escreta dai reni e metabolizzata nel fegato 

## Meccanismo d'azione
La noscapina è un antitussivo centrale con scarsa attività narcotica.
L'effetto antitussivo sembra mediato dalla sua capacità di agire quale agonista dei recettori sigma (σ). Tale attività farmacodinamica è stata evidenziata nei ratti, in cui un pretrattamento delle cavie con rimcazolo, un antagonista specifico dei recettori sigma, riduce l'attività antitussiva della noscapina.

## Attività antitumorale
Diversi studi, condotti anche in vivo, hanno dimostrato l'efficacia antitumorale della noscapina nei confronti di diversi tipi di carcinomi. Sembra che la noscapina leghi la tubulina alterandone la conformazione impedendo in tal modo l'assemblaggio dei microtubuli nella cellula bloccandone la duplicazione e favorendo in qualche modo l'apoptosi.
Inoltre è stato dimostrato come la noscapine non competa con paclitaxel per il legame con la tubulina evidenziandone diverso sito di legame, e come sia capace di inibire la crescita in vitro di cellule ovariche umane sia sensibili che resistenti al paclitaxel.
Il meccanismo con il quale la noscapina induce apoptosi sembra essere legato all'attivazione della c-Jun-NH2 chinasi(JNK) come dimostrato da esperimenti con oligonucleotidi antisenso contro JNK .

## Fonti naturali
La noscapina è contenuta in basse concentrazioni nel Papaver somniferum
naturale, ma un gruppo di ricerca guidato dal Dr Philip Larkin della Divisione di Plant Industry del CSIRO in Australia ha ottenuto una varietà di papavero che produce elevate quantità di alcaloidi isochinolinici come la noscapina. Questo particolare clone del papavero da oppio viene riprodotto e coltivato nelle piantagioni legali della Tasmania.